# Trofeu Emma Cuervo
El Trofeu Emma Cuervo és un torneig amistós de futbol organitzat pel Ribadeo FC, que es juga a la vila de Ribadeo, a la província de Lugo. És el segon torneig d'estiu més antic d'Espanya després del Trofeu Teresa Herrera, disputant-se des de 1952.

## Edicions
| Any  | Campió                 | Subcampió              | Marcador | Penals |
| ---- | ---------------------- | ---------------------- | -------- | ------ |
| 1952 | Racing de Ferrol       | Caudal                 | 4-1      |        |
| 1953 | Oviedo                 | Celta de Vigo          | 2-1      |        |
| 1954 | Celta de Vigo          | Athletic Club          | 3-1      |        |
| 1955 | Deportivo de La Coruña | Oviedo                 | 2-1      |        |
| 1956 | Valladolid             | Sevilla                | 3-2      |        |
| 1957 | Sporting de Gijón      | Celta de Vigo          | 3-1      |        |
| 1958 | Oviedo                 | Celta de Vigo          | 2-0      |        |
| 1959 | Zaragoza               | Oviedo                 | 3-0      |        |
| 1960 | Sporting de Gijón      | Ourense                | 3-1      |        |
| 1961 | Celta de Vigo          | Vila-real              | 4-2      |        |
| 1962 | Deportivo de La Coruña | Oviedo                 | 2-1      |        |
| 1963 | Sporting de Gijón      | Pontevedra             | 1-1      | 5-0    |
| 1964 | Deportivo de La Coruña | Oviedo                 | 2-1      |        |
| 1965 | Oviedo                 | Celta de Vigo          | 3-2      |        |
| 1966 | Oviedo                 | Deportivo de La Coruña | 1-0      |        |
| 1967 | Sporting de Gijón      | Celta de Vigo          | 6-0      |        |
| 1968 | Celta de Vigo          | Oviedo                 | 2-0      |        |
| 1969 | Oviedo                 | Racing de Ferrol       | 3-0      |        |
| 1970 | Pontevedra             | Oviedo                 | 2-0      |        |
| 1971 | Racing de Ferrol       | Oviedo                 | 2-0      |        |
| 1972 | Sporting de Gijón      | Deportivo de La Coruña | 1-0      |        |
| 1973 | Oviedo                 | Deportivo de La Coruña | 5-1      |        |
| 1974 | Racing de Santander    | Oviedo                 | 1-0      |        |
| 1975 | Celta de Vigo          | Sporting de Gijón      | 2-0      |        |
| 1976 | Salamanca              | Belenenses             | 2-0      |        |
| 1977 | Celta de Vigo          | Oviedo                 | 1-1      | 4-3    |
| 1978 | Oviedo                 | Lugo                   | 0-0      | 4-3    |
| 1979 | Celta de Vigo          | Oviedo                 | 0-0      | 4-2    |
| 1980 | Racing de Ferrol       | Real Oviedo            | 1-0      |        |
| 1981 | Celta de Vigo          | Real Oviedo            | 3-1      |        |
| 1982 | Ribadeo                | Oviedo B               | 1-1      | 6-5    |
| 1983 | Deportivo de La Coruña | Oviedo                 | 0-0      | 4-2    |
| 1984 | Deportivo de La Coruña | Oviedo                 | 1-0      |        |
| 1985 | Betis                  | Deportivo de La Coruña | 0-0      | 15-14  |
| 1986 | Oviedo                 | Cádiz                  | 0-0      | 5-3    |
| 1987 | Lugo                   | Deportivo de La Coruña | 0-0      | 3-1    |
| 1988 | Oviedo                 | Celta de Vigo          | 0-0      | 4-3    |
| 1989 | Oviedo                 | Celta de Vigo          | 3-2      |        |
| 1990 | Deportivo de La Coruña | Oviedo                 | 1-1      | 3-1    |
| 1991 | Deportivo de La Coruña | Oviedo                 | 0-0      | 3-0    |
| 1992 | Oviedo                 | Compostela             | 3-0      |        |
| 1993 | Mérida                 | Oviedo                 | 4-2      |        |
| 1994 | Deportivo de La Coruña | Real Oviedo            | 1-0      |        |
| 1995 | Compostela             | Sporting de Gijón      | 1-0      |        |
| 1996 | Oviedo                 | Compostela             | 2-0      |        |
| 1997 | Celta de Vigo          | Sporting de Gijón      | 3-0      |        |
| 1998 | Racing de Santander    | Compostela             | 1-0      |        |
| 1999 | Deportivo de La Coruña | Oviedo                 | 3-0      |        |
| 2000 | Racing de Ferrol       | Deportivo de La Coruña | 2-0      |        |
| 2001 | Oviedo                 | Racing de Ferrol       | 3-1      |        |
| 2002 | Racing de Ferrol       | Salamanca              | 1-1      | 5-3    |
| 2003 | Athletic Club          | Celta de Vigo          | 2-1      |        |
| 2004 | Oviedo                 | Atlético Arteixo       | 4-1      |        |
| 2005 | Racing de Ferrol       | Oviedo                 | 2-0      |        |
| 2006 | Universidad de Oviedo  | Celta B                | 1-1      |        |
| 2007 | Sporting de Gijón      | Racing de Ferrol       | 2-0      |        |
| 2008 | Sporting B             | Racing de Ferrol       | 3-2      |        |
| 2009 | Racing de Ferrol       | Lugo                   | 2-1      |        |
| 2010 | Celta de Vigo          | Oviedo                 | 2-0      |        |
| 2011 | Oviedo                 | Lugo                   | 1-0      |        |
| 2012 | Sporting de Gijón      | Deportivo de La Coruña | 4-1      |        |
| 2013 | Lugo                   | Sporting de Gijón      | 2-1      |        |
| 2014 | Lugo                   | Sporting de Gijón      | 2-2      | 4-1    |
| 2015 | Lugo                   | Deportivo de La Coruña | 1-0      |        |
| 2016 | Deportivo de La Coruña | Oviedo                 | 2-0      |        |

## Palmarès
| Equip                  | Títols | Anys                                                                                     |
| Oviedo                 | 15     | 1953, 1958, 1965, 1966, 1969, 1973, 1978, 1986, 1988, 1989, 1992, 1996, 2001, 2004, 2011 |
| Celta de Vigo          | 9      | 1954, 1961, 1968, 1975, 1977, 1979, 1981, 1997, 2010                                     |
| Deportivo de La Coruña | 10     | 1955, 1962, 1964, 1983, 1984, 1990, 1991, 1994, 1999, 2016                               |
| Racing de Ferrol       | 7      | 1952, 1971, 1980, 2000, 2002, 2005, 2009                                                 |
| Sporting de Gijón      | 7      | 1957, 1960, 1963, 1967, 1972, 2007, 2012                                                 |
| Lugo                   | 4      | 1987, 2013, 2014, 2015                                                                   |
| Racing de Santander    | 2      | 1974, 1998                                                                               |
| Valladolid             | 1      | 1956                                                                                     |
| Zaragoza               | 1      | 1959                                                                                     |
| Pontevedra             | 1      | 1970                                                                                     |
| Salamanca              | 1      | 1976                                                                                     |
| Ribadeo                | 1      | 1982                                                                                     |
| Betis                  | 1      | 1985                                                                                     |
| Mérida                 | 1      | 1993                                                                                     |
| Compostela             | 1      | 1995                                                                                     |
| Athletic Club          | 1      | 2003                                                                                     |
| Universidad de Oviedo  | 1      | 2006                                                                                     |
| Sporting B             | 1      | 2008                                                                                     |